# Eriogonum domitum
Eriogonum domitum är en slideväxtart som beskrevs av Grady & Reveal. Eriogonum domitum ingår i släktet Eriogonum och familjen slideväxter. Inga underarter finns listade i Catalogue of Life.